# Occhio alla palla
Occhio alla palla è un film del 1953 diretto da Norman Taurog e interpretato da Dean Martin e Jerry Lewis. In questo film Martin canta la celebre canzone That's Amore.

## Trama
Harvey è molto bravo a giocare a golf ma in pubblico non ci riesce perché ne ha paura. Egli nota però che anche Joe, fratello della sua fidanzata, sa giocare a golf. Diventa così il suo caddy. Dopo aver vinto varie partite, Joe dovrà vincerne una per ricevere una somma di denaro in premio. Ma tale partita non può essere finita per colpa della famiglia di Joe che entra in campo creando disordine durante la gara. Harvey e Joe scappano, ma qualcuno capisce che avrebbero talento come attori. Diventano così comici e Harvey risolve la sua fobia del contatto con il pubblico.

## Curiosità
- Martin e Lewis appaiono alla fine anche nel ruolo di loro stessi.